# Jerry Uelsmann
Jerry N. Uelsmann (11 de junio de 1934 - 4 de abril de 2022) fue un fotógrafo estadounidense conocido por sus fotomontajes que son composiciones que combinan múltiples negativos.

## Biografía
Nació el 11 de junio de 1934 en Detroit en el estado de Míchigan y no comenzó a relacionarse con la fotografía hasta sus estudios secundarios. En sus comienzos fotográficos realizó fotografías de bodas hasta que obtuvo el título de Bachelor of Fine Arts en el Rochester Institute of Technology donde tuvo entre sus profesores a Minor White; después realizó estudios de Master of Fine Arts en fotografía en la Universidad de Indiana teniendo como profesor a Henry Holmes Smith. En 1960 comenzó a impartir clases de fotografía en la Universidad de Florida y en 1967 realizó su primera exposición individual en el Museo de Arte Moderno de Nueva York lo que le hizo conocido en el ambiente artístico.
Su trabajo en el laboratorio le hizo utilizar en algunos casos hasta doce ampliadoras para trabajar en ellas una tras otra, aunque antes de entrar al mismo analiza con atención las hojas de contacto de los negativos para encontrar «yuxtaposiciones frescas e innovadoras». El carácter surrealista de sus fotografías presenta un enfoque constructivista al combinar árboles, rocas, figuras humanas y fragmentos de paisajes.
Sus imágenes se encuentran en la  iniciación de los capítulos de la serie de televisión Más allá del límite de 1995 y en la portada del disco Train of Thought de Dream Theater, también ha colaborado con otros artistas como  el escritor Stephen King en una edición de su libro El misterio de Salem's Lot, o su esposa Maggie Taylor,  pero también ha realizado diversas publicaciones entre las que pueden destacarse:
- Uelsmann, J. N.; Ames, J. (1985). Uelsmann: process and perception: photographs and commentary (en inglés). Gainesville: University Presses of Florida. ISBN 9780813008301.
- Uelsmann, J. N. (1996). Uelsmann/Yosemite: photographs (en inglés). Gainesville: University Presses of Florida. ISBN 9780813014449.
- Uelsmann, J. N. (1992). Jerry Uelsmann: photo synthesis (en inglés). Gainesville: University Presses of Florida. ISBN 9780813011592.
- Uelsmann, J. N. (2005). Jerry Uelsmann: other realities (en inglés). Nueva York: Bulfinch Press. ISBN 9788401336386.